# Милн-Едвардсов разиграни лемур
Милн-Едвардсов разиграни лемур (лат. Lepilemur edwardsi) је полумајмун из породице ласичастих лемура (Lepilemuridae). Ендемит је Мадагаскара, где живи у шумама.

## Угроженост
Ова врста се сматра рањивом у погледу угрожености врсте од изумирања.